# مارك روته
مارك روته (بالهولندية: Mark Rutte) (ولد عام 1967) الوزير الأول في هولندا ينتمي لحزب الشعب من أجل الحرية و الديمقراطية (VVD) ترأسه مُنذ عام 2006 حتى عام 2023. شغل في السابق منصب وزير الشؤون الاجتماعية والعمل 2002-2004 وسكرتير الدولة للتربية والثقافة والعلوم 2004-2006. وفي عام 2006 أصبح زعيم الكتلة البرلمانية لحزبه في البرلمان. وظل في منصبه كذلك في انتخابات عام 2010 حيث حصل الحزب على أكبر عدد من الأصوات.
وله رؤية حول تطوير التعليم الجامعي في هولندا لجعله منافسا للتعليم في الدول الأخرى.
قدم روته استقالته وحكومته في 15 يناير 2021 في أعقاب فضيحة الاحتيال في رعاية الأطفال. وبعد الانتخابات التي جرت في نهاية 2021 قام بتشكيل الحكومة للمرة الرابعة، والتي بدأت مهامها في 10 يناير 2022.
في 7 يوليو 2023، أعلن روته استقالة حكومته بعد خلافات وفشل ائتلافه في الاتفاق على كيفية التعامل والحد من الهجرة. وستتولى حكومته دور تصريف الأعمال حتى الانتخابات العامة القادمة، كما أدعى أنه سيترك السياسة بشكل كامل.

## الحياة الشخصية
مارك روته غير متزوج، وهو ما يزال عضواً في الكنيسة البروتستانتية الكالفينية المصلحة بهولندا، وما يزال يعطي محاضرات ساعتين في الأسبوع في كلية يوهان دي فيت Johan de Witt بلاهاي

## الحياة السياسية
عمل روته كوزير دولة للشؤون الاجتماعية والتوظيف من 22 يوليو 2002 إلى 17 يونيو 2004 في حكومتي بالكينينده الأولى والثانية. شملت مسؤوليات روته الرعاية البلدية والسلامة والصحة المهنية. بعد انتخابات عام 2003، عمل روته لفترة وجيزة كعضو في مجلس النواب، في الفترة الممتدة بين 30 يناير و27 مايو 2003.
في عام 2003، أوصى روته -بصفته وزير دولة- البلديات بالتأكد من عدم احتيال المقيمين الصوماليين على الهيئات المسؤولة للحصول على المساعدة الاجتماعية، وذلك بعد استفادة بعض الصوماليين العاملين في إنجلترا من مزايا المساعدة الاجتماعية في هولندا. أوقف محققون اجتماعيون رجل صومالي مستفيد من المساعدات، واتهموه بالاحتيال بناءً على مظهره الخارجي، ولكنه رفض دخول المحققين إلى منزله للتفتيش. قررت الإدارة البلدية (مجلس العمدة وضباط القانون) في هارلم سحب حق الرجل في الإعانات الاجتماعية. قدم الرجل اعتراضًا على ذلك، وأيد القاضي الإداري استئنافه. قضت المحكمة بما يلي: «يعتبر التحقيق الذي يستهدف الأشخاص المنحدرين من أصل صومالي فقط إجراء تمييزي»، وهذا يتعارض مع الدستور لأنه تمييز قائم على أساس العرق. رفض روته الانتقادات وقال إن تعديل القانون ضروري لتتمكن الدولة من مكافحة الاحتيال المستهدف.
شغل روته لاحقًا منصب وزير الدولة للتعليم العالي والعلوم ضمن وزارة التعليم والثقافة والعلوم، ليحل محل آنيت نيجس، من 17 يونيو 2004 إلى 27 يونيو 2006، في حكومة بالكينينده الثانية. اهتم روته بتطوير نظام التعليم العالي الهولندي بشكل خاص لزيادة قدرته التنافسية على الصعيد الدولي، وفي هذا الشأن، عمل روته على زيادة تلاؤمه مع السوق (تحسين وضع الطلاب كمستهلكين في سوق التعليم). كان من المخطط أن يأخذ عضو مجلس بلدية لاهاي السابق برونو بروينز منصب روته، ولكن قبل تأديته اليمين الدستورية، سقطت حكومة بالكينينده الثانية. نجح بروينز في الحصول على منصب وزير دولة –كبديل لروته- في حكومة بالكينينده الثالثة.
في يونيو 2006، استقال روته من منصبه في الحكومة، ليعود إلى مجلس النواب. أصبح روته خلال وقت قصير القائد البرلماني لحزب الشعب من أجل الحرية والديمقراطية، وأحد الشخصيات القيادية المهمة فيه. عمل روته أيضًا كمدير لحملة الانتخابات البلدية في عام 2006.
وفي 26 يونيو 2024 تولى روته منصب أميناً عاماً لحلف شمال الأطلسي ،الناتو، بعد انسحاب منافسه الوحيد الرئيس الروماني كلاوس يوهانيس.

### الحكومة الرابعة
في 7 يوليو 2023 انهارت حكومة روته الرابعة على أثر الخلاف حول قوانين لم شمل أسر المهاجرين. أعلن روته استقالة حكومته في اليوم ذاته. قال روته أن الخلافات بين الأحزاب الأربعة المكونة للائتلاف الحاكم بشأن سياسات الهجرة لا يمكن تجاوزها. جاء ذلك بعد أن اقترح روته تحديد سقف لاجئي الحرب شهريًّا بعدد 200 لاجئ فقط، وهو ما أثار اعتراض شركاء الائتلاف الحاكم.

## انتخابات قيادة الحزب
خسر حزب الشعب من أجل الحرية والديمقراطية في الانتخابات البلدية الهولندية عام 2006، ليتنحى إثر ذلك يوزياس فان آرتسن عن قيادة الحزب. نتيجةً لذلك، أجرى الحزب انتخابات داخلية لتعيين قائد. تنافس في الانتخابات روته وريتا فيردونك وجيليك فينيندال. في 31 مايو 2006، أعلن الحزب عن تعيين مارك روته قائدًا له، بعد حصوله على 51.5٪ من أصوات أعضاء الحزب. دعمت قيادة حزب الشعب من أجل الحرية والديمقراطية -مجلس الحزب- ترشيح روته، بالإضافة إلى دعم العديد من السياسيين البارزين كوزير الدفاع السابق فرانك دي أغريف وعمدة روتردام إيفو أوبستيلتن ومفوض الملكة في فرايزلاند إد نيبلز. حصل روته أيضًا على دعم منظمة الشباب للحرية والديمقراطية التي يقودها، وهي الجناح الشاب للحزب. وعد روته خلال الانتخابات بجعل حزب الشعب من أجل الحرية والديمقراطية حزبًا للجميع وليس للنخبة فقط. تحدث البعض عن تشابه مظهر روته الشاب بمظهر ووتر بوس -القائد السابق الناجح لحزب العمل.
وصف روته حزب النداء الديمقراطي المسيحي بأنه مجموعة يمكن لحزب الشعب التعامل معها، وصرح بأن تعاون حزبه مع حزب العمال بعد الانتخابات غير مرجح الحدوث، بسبب أفكار الأخير المتعلقة بالضمان الاجتماعي؛ إذ اعتقد روته أنها اشتراكية للغاية.

## روابط خارجية
- مارك روته على موقع IMDb (الإنجليزية)
- مارك روته على موقع الموسوعة البريطانية (الإنجليزية)
- مارك روته على موقع مونزينجر (الألمانية)
- مارك روته على موقع ميوزك برينز (الإنجليزية)
- مارك روته على موقع قاعدة بيانات الفيلم (الإنجليزية)